# مارينو ليخاريتا
مارينو ليخاريتا (بالإسبانية: Marino Lejarreta)‏ مواليد 14 مايو 1957 في بيرايز، إسبانيا، هو دراج إسباني سابق في صنف سباق الدراجات على الطريق.

## سباقات أو مراحل فاز بها
- طواف فرنسا
- طواف إسبانيا
- طواف إيطاليا

## روابط خارجية
- مارينو ليخاريتا على موقع أرشيف الدراجات (الإنجليزية)
- مارينو ليخاريتا على موقع إحصائيات الدراجات الإحترافية (الإنجليزية)
- مارينو ليخاريتا على موقع CycleBase (الإنجليزية)